# Hymenophyllum nitiduloides
Hymenophyllum nitiduloides är en hinnbräkenväxtart som beskrevs av Edwin Bingham Copeland. Hymenophyllum nitiduloides ingår i släktet Hymenophyllum och familjen Hymenophyllaceae. Inga underarter finns listade.